# Edvin
Az Edvin germán (angolszász) eredetű férfinév, jelentése birtok, vagyon + barát.  Női párja: Edvina.

## Gyakorisága
Az 1990-es években szórványos név, a 2000-es években nem szerepel a 100 leggyakoribb férfinév között.

## Névnapok
- október 4.[2]
- október 12.[2]

## Híres Edvinek
- Edvin Marton, magyar hegedűművész
- Csabai Edvin, magyar kenus
- Edvin Kanka Ćudić, boszniai emberi jogvédő